# Vol Pinnacle Airlines 3701
Le 14 octobre 2004, le Bombardier CRJ200 assurant le vol Pinnacle Airlines 3701 (OACI : FLG3701, IATA : 9E3701 ou Flagship 3701), un vol de convoyage pour le compte de Northwest Airlink, s'est écrasé près de Jefferson City, dans le Missouri, aux États-Unis, alors qu'il volait de l'aéroport Clinton de Little Rock, en Arkansas, vers l'aéroport international de Minneapolis-Saint-Paul, dans le Minnesota. Les deux pilotes, les seuls occupants de l'appareil, ont été tués dans l'accident. Les enquêteurs fédéraux ont déterminé que l'accident était dû au comportement non professionnel des pilotes et au mépris de la formation et des procédures standards.

## Avion et équipage
Le vol 3701 de Pinnacle Airlines, opérant pour le compte de Northwest Airlink, était un vol de convoyage (vol effectué pour déplacer un aéronef d'un endroit à un autre, sans passagers à bord) d'un Bombardier CRJ200, immatriculé N8396A et d'une capacité de 50 places. Cet avion de ligne court-courrier avait été construit en 2000 et cumulé 10 168 heures de vol et 9 613 cycles (décollage/atterrissage) au moment de l'accident.
Le 14 octobre 2004, un autre équipage de Pinnacle Airlines devait piloter l'appareil de l'aéroport Clinton de Little Rock à l'aéroport international de Minneapolis-Saint-Paul, mais cet équipage a reçu un message d'erreur et a interrompu son décollage. La compagnie aérienne a envoyé des équipes de maintenance à Little Rock pour résoudre le problème. Le problème a été identifié et résolu. Comme l'avion devait être à Minneapolis le lendemain matin, le vol 3701 a été programmé pendant la nuit pour déplacer l'avion de Little Rock à Minneapolis.
Les seules personnes présentes à bord étaient les deux pilotes, le commandant de bord Jesse Rhodes (31 ans) et le copilote Peter Cesarz (23 ans). Cesarz a été formé à la Gulfstream Academy et Rhodes à l'Embry-Riddle Aeronautical University, toutes deux basées en Floride. Les deux pilotes ont d'abord volé chez Gulfstream International Airlines, avant d'être embauchés par Pinnacle Airlines. Le commandant Rhodes cumulait 6 900 heures de vol, dont 973 heures sur CRJ200, tandis que le copilote Cesarz avait 761 heures de vol à son actif, dont 222 sur CRJ200.

## Accident
Le vol 3701 a décollé de Little Rock à 21h21, heure du Centre (CDT). Le plan de vol de Little Rock à Minneapolis indiquait une altitude de croisière prévue de 33 000 pieds (10 000 mètres). Après avoir quitté Little Rock, l'avion s'est cabré plusieurs fois au cours de son ascension, atteignant 51 m/s de vitesse ascensionnelle.
À 21h35, le vol 3701 a demandé l'autorisation de monter à 12 500 mètres, l'altitude de fonctionnement maximale de la série Bombardier CRJ. L'autorisation a été accordée par le contrôleur aérien à 21h36, et l'avion a atteint sa nouvelle altitude de croisière peu de temps après. À 21h54, les pilotes ont commencé à lutter pour le contrôle de leur avion. Les deux moteurs ont perdu de la puissance et le vibreur du manche de l'avion les a averti d'un décrochage imminent. Les pilotes ont déclaré une urgence et sont descendus, reprenant temporairement le contrôle de leur avion à 34 000 pieds (10 000 mètres).
Les pilotes ont tenté de redémarrer les moteurs, mais n'y sont pas parvenus. À 22 h 09, les pilotes ont demandé au contrôleur aérien, de les diriger vers l'aéroport le plus proche pour un atterrissage d'urgence, et le contrôleur les a dirigés vers l'aéroport Jefferson City Memorial à Jefferson City (Missouri). A 22h14, les pilotes ont réalisé qu'ils n'allaient pas atteindre l'aéroport et ont commencé à chercher une route ou une autoroute sur laquelle atterrir.
Vers 22h15, l'avion s'est écrasé au sol à l'extérieur de Jefferson City. Les deux membres d'équipage ont été tués. Aucune victime n'est à déplorer au sol.

## Enquête

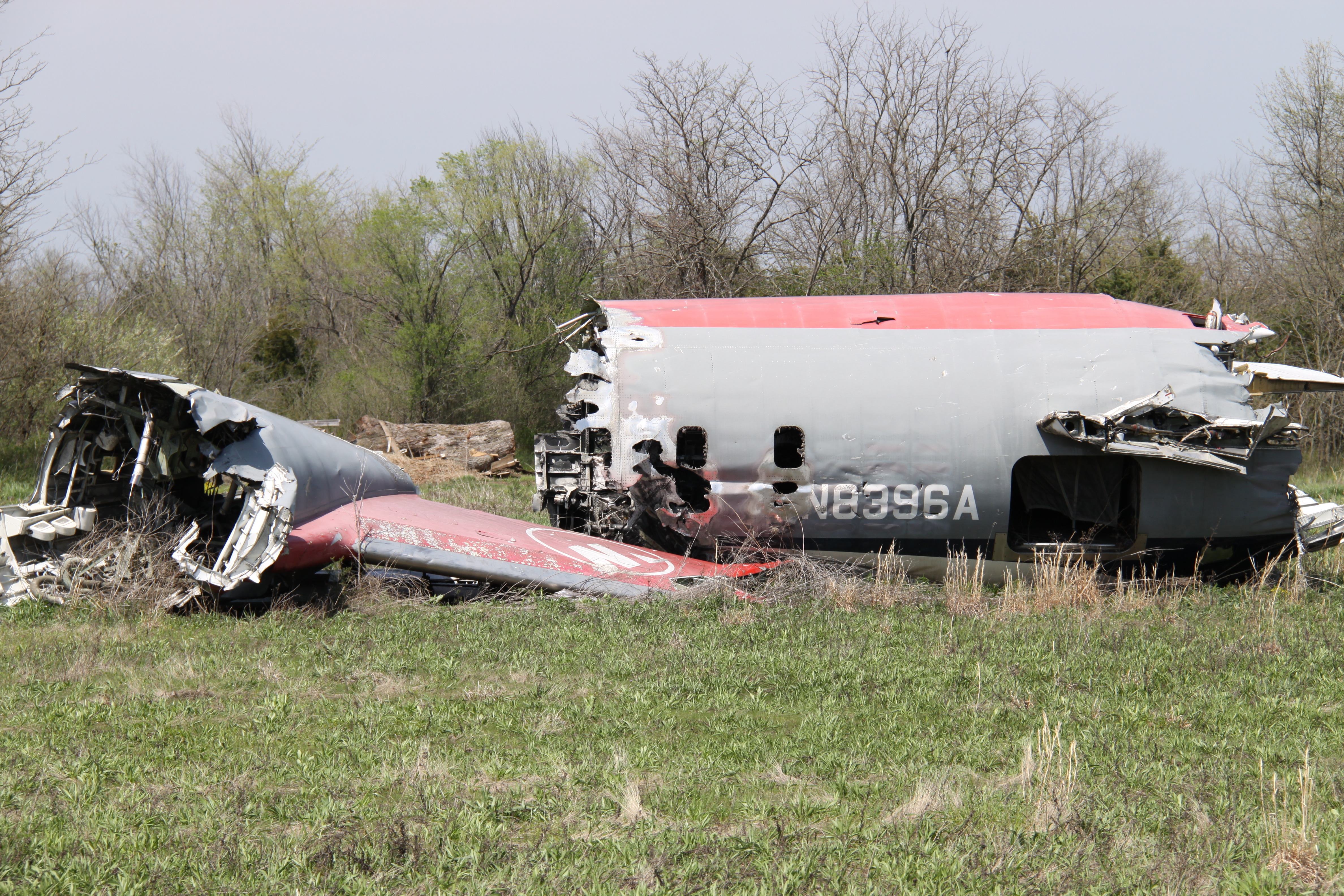
L'épave de l'avion, photographié en 2013.

L'enquête sur l'accident s'est concentrée principalement sur les informations contenues dans l'enregistreur de données de vol FDR) et l'enregistreur phonique du le poste de pilotage (CVR).
Les enquêteurs ont déterminé que les deux pilotes cherchaient les limites de performance de l'avion, à vide, durant ce vol. Les pilotes voulaient tester les limites du CRJ et pour rejoindre le « club 410 » des pilotes ayant poussé cet avion à son altitude maximale autorisée de niveau de vol 410 (FL410) ou 41 000 pieds (12 497 mètres).
La séquence de l'accident a commencé lorsque les pilotes ont effectué plusieurs manœuvres non standard à 15 000 pieds (4 572 mètres), dont un cabré à 2,3 g (23 m/s²) qui a provoqué une alarme de décrochage. Ils ont réglé le pilote automatique pour monter à 500 ft/min (150 m/min) jusqu'au FL410. Cela dépassait le taux de montée recommandé par le fabricant à des altitudes supérieures au FL380.
Lors de la tentative d'atteindre le FL410, le nez de l'avion s'est relevé à plus de 1,2 g et l'angle d'attaque est devenu excessif pour maintenir le taux de montée dans la haute atmosphère plus fine. Après avoir atteint le FL410, l'avion volait à 150 nœuds (280 km/h) et indiquait une vitesse à peine supérieure à la vitesse de décrochage, abîmant ainsi les moteurs.
Les dispositifs anti-décrochage de l'avion se sont activés alors qu'ils étaient en altitude, mais les pilotes ont annulé à plusieurs reprises le piqué automatique qui augmenterait la vitesse pour éviter le décrochage. Après quatre annulations, les deux moteurs se sont arrêtés. L'avion a ensuite décroché et les pilotes se sont remis du décrochage au FL380 ou 38 000 pieds (11 582 mètres), tout en n'ayant toujours pas de poussée au niveau des moteurs.
À cette altitude, six aéroports de déroutement étaient à portée de vol pour un atterrissage forcé. Cela a conduit les pilotes à piquer du nez pour tenter de redémarrer les moteurs, ce qui nécessite une plongée suffisamment nette pour atteindre les 300 nœuds (560 km/h) requis pour un redémarrage des moteurs. Le commandant de bord n'a pas pris les mesures nécessaires pour s'assurer que le copilote atteignait la vitesse requise pour la procédure de redémarrage des moteurs et n'a ensuite pas démontré son autorité de commandement en prenant le contrôle de l'avion et en l'accélérant au moins à cette vitesse.
L'équipage a terminé la descente lorsqu'il a atteint 230 nœuds (430 km/h), mais aucun des deux moteurs n'a redémarré. Comme ils étaient trop en altitude pour le démarrer le groupe auxiliaire de puissance (APU), la turbine à air de secours a été déployée pour fournir de l'énergie électrique à l'avion, et l'équipage a enfilé des masques à oxygène, alors que la cabine se dépressurisait lentement en raison de la perte d'air de pressurisation des moteurs.
L'équipage a plané pendant plusieurs minutes puis a tenté de redémarrer les moteurs à l'aide de l'APU à 13 000 pieds (4 000 mètres). Ce fut à nouveau un échec. Ils ont ensuite déclaré au contrôleur qu'ils avaient une extinction d'un seul moteur. À ce stade, ils disposaient de quatre aéroports de déroutement. Ils ont perdu une altitude considérable tout en continuant sans succès à tenter de redémarrer à la fois le moteur gauche (deux fois) et le moteur droit (deux fois) pendant plus de quatorze minutes, en utilisant la procédure de redémarrage d'urgence.
Malgré leurs quatre tentatives de redémarrage des moteurs auxiliaires assistés par l'APU, les pilotes n'ont pas pu redémarrer les moteurs car ils étaient core locked, ce qui signifie que certaines pièces de l'arbre moteur se sont trop dilatées par rapport à d'autres, ce qui a bloqué la rotation de l'arbre. Sans rotation de l'arbre, le redémarrage est impossible. À ce moment-là, les pilotes ont finalement déclaré au contrôleur qu'ils avaient, en fait, perdu les deux moteurs.
Le Conseil national de la sécurité des transports (NTSB) a également déterminé, à partir des informations de l'enregistreur de paramètres (FDR), que la turbine du moteur n°2, de type General Electric CF34-3B1, fonctionnait à 300 °C (572 °F) au-dessus de la température maximale de ligne rouge de 900 °C (1 650 °F) à 41 000 pieds (12 500 mètres). Quant à lui, le moteur n°1 est resté 100 °C (212 °F) sous la ligne rouge.

### Rapport final
Le 9 janvier 2007, le NTSB a publié son rapport final sur l'accident du vol 3701, qui conclut que les causes probables de l'accident étaient les suivantes :
- Le comportement non professionnel des pilotes, leur déviation des procédures opérationnelles standard et leur manque de compétence aéronautique.
- L'incapacité des pilotes à se préparer à temps à un atterrissage d'urgence, notamment en communiquant avec les contrôleurs aériens immédiatement après l'urgence au sujet de la perte des deux moteurs et de la disponibilité des sites d'atterrissage.
- La mauvaise gestion par les pilotes de la liste de vérification en cas de double panne moteur.

## Conséquences
Thomas Palmer, ancien directeur du programme de formation de Pinnacle Airlines, a déclaré à propos de l'accident : « Il est incroyable qu'un équipage professionnel puisse agir de cette manière. » 
Après l'accident, la compagnie aérienne a limité les vols du CRJ200 à une altitude maximale de FL370, soit 37 000 pieds (11 278 mètres). Elle a également modifié son programme de formation pour inclure des cours au sol et une formation sur simulateur pour les opérations de vol à haute altitude. Dans l'année qui a suivi l'accident, chaque pilote de la compagnie aérienne a reçu une formation sur simulateur jusqu'à FL410 et a vu ce qui s'était passé sur le vol 3701.
Par la suite, Pinnacle Airlines a été renommée Endeavor Air en 2013, après une restructuration en vertu du chapitre 11 de la loi sur les faillites des États-Unis.

## Médias
Cet accident est présenté dans le livre quatre des Darwin Awards.